# Hannoa undulata
Hannoa undulata là một loài thực vật có hoa trong họ Thanh thất. Loài này được (Guill. & Perr.) Planch. mô tả khoa học đầu tiên năm 1846.